# Chester Thompson
Chester Thompson, född 11 december 1948 i Baltimore, Maryland, är en amerikansk trummis som spelat tillsammans med många band och artister. Han spelade tillsammans med Frank Zappa under 1970-talet. Han var trummis i gruppen Weather Report. Från och med 1977 har han varit Genesis livetrummis och även spelat trummor på Phil Collins solo-turnéer. Han har också spelat tillsammans med Steve Hackett.